# Мојсињска Света гора
Мојсињска Света гора представља географску целину у Централној Србији за коју је везано богато историјско и религијско наслеђе.

## Географске одреднице
Мојсињска планина обухвата простор у Централној Србији, у троуглу три Мораве и пута Крушевац – Делиград, а због чињенице да су, још од времена старих цивилизација, ту пролазили главни путеви који спајају север и југ Европе, у географском смислу је означена као "врата Србије". Планина се наставља на Јастребачки масив и сужава у облику троугла ка Сталаћу где се две реке спајају у Велику Мораву. То је простор од око 150 километара квадратних, а припада општинама Ћићевац, Крушевац и Ражањ.
Сами врхови Мојсињске планине представљају места са којих се пружа поглед на велики простор овог дела Србије. Са њих се могу видети све околне долине, као и планински врхови Копаоника, Жељина, Гоча, Јухора, Ртња, Јастребца...
Постојање живота, сва догађања и историјска збивања на овим просторима условљени су самим географским положајем који представља центар Балканског полуострва… 

### Сакрални споменици
Према предању, на Мојсињској гори се некада налазило 77 цркава и манастира, а сада их је остало 28, од којих су пет заштићени као културно- историјски споменици. Постојање великог броја сакралних објеката на тако малом простору везује се за долазак групе монаха са Синајске горе у XIV веку. Светогорски монаси, припадници аскетског реда Синаита, повлачећи се пред најездом Турака, насељавају Мојсињске планине, обнављају манастире, подижу цркве и испоснице, па отуда читав овај крај носи назив "Мала српска Света Гора". Порекло необичног имена Мојсињска Гора, по легенди, потиче из времена цара Душана Силног, када је војводи Мојсилу наложено да се зидањем цркава, искупи за грехове. Поред планине и једно село носи име по ктитору. 

### Историја и налазишта
Поред средњевековних манастира, на Мојсињским планинама су и праисторијска налазишта из доба неолита, стара око 7.000 година и припадају старчевачкој култури. Присутни су и трагови културе Римског царства, јер је преко Јужне Мораве прелазио главни пут, који су Римљани обезбеђивали. Град Сталаћ је настао још у античко време и био је, судећи по локалитетима, важна постаја и комуникација за обезбеђивање главног римског пута. У време кнеза Лазара, град је обновљен и био је заштита на улазу у западноморавску котлину. Од средњовековног утврђења данас се могу видети делови темеља и упола срушена кула, названа по војводи Пријезди. Он је био последњи бранилац Сталаћа, а када није могао град да одбрани од турске војске, скочио је у Мораву. Испод куле се налази извор за који се верује да је чудотворан. 

### Природа
Цела Мојсињска планина богата је подземним водама и изворима који имају лековита својства и била је предмет проучавања научника још 30-их година прошлог века. Благо заталасани предели испресецани су дубоко усеченим потоцима који се пружају у свим правцима. Често су због различите тврдоће подлоге преко које се прелази, токови ових потока каскадни, а стране веома стрме. На местима где су отпорније стенске масе остали су стењаци који на појединим деловима представљају видиковце са којих се може сагледати долина Јужне Мораве, као што је случај са селом Мојсињем.